# ألان وايس
ألان وايس (بالإنجليزية: Alan Weiss) هو فنان قصص مصورة أمريكي، ولد في 7 مارس 1948 في شيكاغو في الولايات المتحدة.

## روابط خارجية
- ألان وايس على موقع IMDb (الإنجليزية)